# Blanus
Blanus es un género de reptiles escamosos de la familia Blanidae, conocidos vulgarmente como culebrillas ciegas, este género habita en los alrededores del Mar Mediterráneo y comprende a las únicas especies de anfisbenos que habitan en Europa.

## Especies
Según The Reptile Database:
- Blanus alexandri[2] Sindaco et al., 2014
- Blanus aporus Werner, 1898
- Blanus cinereus, Vandelli, 1797.
- Blanus mariae, Albert y Fernández, 2009.
- Blanus mendezi†[3] Bolet, Delfino, Fortuny, Almécija, Robles & Alba, 2014
- Blanus mettetali, Bons, 1963.
- Blanus strauchi, Bedriaga, 1884.
- Blanus tingitanus, Busack, 1988.